# H. C. Wing & Sons
H. C. Wing & Sons war ein US-amerikanischer Hersteller von Automobilen.

## Unternehmensgeschichte
Das Unternehmen gehörte zu Chauncey Wing’s Sons aus der gleichen Stadt, das von 1892 bis 2017 existierte. Der Sitz war in Greenfield in Massachusetts. 1922 begann die Produktion von Automobilen. Der Markenname lautete Wing Midget, inoffiziell auch Wing Special. Im gleichen Jahr endete die Produktion. Insgesamt entstanden etwa 15 Fahrzeuge.

## Fahrzeuge
Im Angebot stand nur ein Modell. Es ähnelte den Rennwagen aus der Zeit um 1910, war aber kleiner. Ein Vierzylindermotor mit Wasserkühlung trieb über ein Dreiganggetriebe und zwei Ketten die Hinterachse an. Das Fahrgestell hatte 152 cm Radstand und 102 cm Spurweite. Die offene Karosserie bot nur Platz für eine Person. Die Höchstgeschwindigkeit war mit 128 km/h angegeben. Der Neupreis betrug 380 US-Dollar.